# Stranje pri Škocjanu
Stranje pri Škocjanu – wieś w Słowenii, w gminie Škocjan. W 2018 roku liczyła 40 mieszkańców.